# Bunochelis spinifera
Bunochelis spinifera es una especie de Opiliones de la familia Phalangiidae.

## Distribución geográfica
Es endémica de las islas Canarias (España) y las cercanas islas Salvajes.